# 曲周县
曲周县在中国河北省南部、滏阳河上游，是邯郸市下辖的一个县。县政府驻曲周镇。

## 历史
因曾位于古曲梁边陲，故名曲周。传说古时有凤凰在此筑巢育雏，因此，曲周县城亦称凤凰城。
曲周於春秋时为晋国曲梁地，战国属赵国，秦属邯郸郡。汉高祖六年（公元前201年）封郦商为曲周侯，曲周之名始有记载。汉武帝建元四年（公元前137年）置曲周县。
1946年改称企之县（因革命烈士郭企之曾任曲周县县长，并在此英勇就义，为纪念他而更名），1949年恢复曲周县名称。1958年先后将鸡泽、邱县、肥乡（含广平）并入曲周县，1961年曲周县分为曲周（含鸡泽、邱县）、肥乡（含广平）两县。

## 人口
根據第七次人口普查數據，截至2020年11月1日零時，曲周縣常住人口為463727人。

## 行政区划
曲周县下辖6个镇、4个乡：
曲周镇、安寨镇、侯村镇、河南疃镇、第四疃镇、白寨镇、槐桥镇、南里岳镇、大河道乡和依庄乡。

## 交通
- 230国道过境。